# Eriopyga pseudostigma
Eriopyga pseudostigma är en fjärilsart som beskrevs av Dyar. Eriopyga pseudostigma ingår i släktet Eriopyga och familjen nattflyn. Inga underarter finns listade i Catalogue of Life.